# Subexocentrus pilosus
Subexocentrus pilosus är en skalbaggsart som beskrevs av Stefan von Breuning 1963. Subexocentrus pilosus ingår i släktet Subexocentrus och familjen långhorningar. Inga underarter finns listade i Catalogue of Life.